# کریستوفر گور
کریستوفر گور (به انگلیسی: Christopher Gore) (۲۱ سپتامبر ۱۷۵۸ – ۱ مارس ۱۸۲۷) سناتور سابق عضو حزب فدرالیست (آمریکا) بود. وی در سال ۱۸۱۳ تا ۱۸۱۶ میلادی سناتور ایالت ماساچوست در سنای ایالات متحده آمریکا بود.